# Niederländische Badmintonmeisterschaft 1976
Die Niederländische Badmintonmeisterschaft 1976 war die 35. Austragung der nationalen Titelkämpfe im Badminton in den Niederlanden. Sie fand bereits am 13. und 14. Dezember 1975 in Utrecht statt.

## Sieger und Platzierte
| Disziplin    | Gold                              | Silber                     | Bronze                            |
| ------------ | --------------------------------- | -------------------------- | --------------------------------- |
| Herreneinzel | Rob Ridder                        | Guus van der Vlugt         | Guus de Vogel                     |
| Herreneinzel | Rob Ridder                        | Guus van der Vlugt         | Clemens Wortel                    |
| Dameneinzel  | Joke van Beusekom                 | Marjan Luesken             | Maureen Oskam                     |
| Dameneinzel  | Joke van Beusekom                 | Marjan Luesken             | Lily Weijers                      |
| Herrendoppel | Boudewijn Ridder Rob Ridder       | Piet Visman Piet Ridder    | Herman Leidelmeijer Muskita       |
| Herrendoppel | Boudewijn Ridder Rob Ridder       | Piet Visman Piet Ridder    | Clemens Wortel Guus de Vogel      |
| Damendoppel  | Joke van Beusekom Marjan Luesken  | Lily Weijers Margot Kramer | Hanke de Kort Henny Wesdorp       |
| Damendoppel  | Joke van Beusekom Marjan Luesken  | Lily Weijers Margot Kramer | Els Robbé Inge Rozemeijer         |
| Mixed        | Guus van der Vlugt Marjan Luesken | Rob Ridder Marja Ridder    | Herman Leidelmeijer Hanke de Kort |
| Mixed        | Guus van der Vlugt Marjan Luesken | Rob Ridder Marja Ridder    | Clemens Wortel Joke van Beusekom  |